# Alfred Romer
Alfred Sherwood Romer (White Plains, 28 december 1894 - 5 november 1973) was een Amerikaanse paleontoloog en bioloog en een specialist in de evolutie van gewervelde dieren.

## Biografie
Alfred Romer werd geboren als zoon van Harry Houston Romer en zijn vrouw Evalyn Sherwood. Hij werd opgeleid aan de White Plains High School.
Hij studeerde aan het Amherst College voor zijn Bachelor of Science Honours-graad in biologie, daarna aan de Columbia University voor een Master of Science in biologie en een doctoraat in zoölogie in 1921. Romer trad in 1923 toe tot de afdeling geologie en paleontologie aan de University of Chicago als hoogleraar. Hij was een actief onderzoeker en docent. Zijn verzamelprogramma voegde belangrijke paleozoïsche exemplaren toe aan het Walker Museum of Paleontology in Chicago. In 1934 werd hij benoemd tot hoogleraar biologie aan de Harvard University. In 1946 werd hij directeur van het Harvard Museum of Comparative Zoology (MCZ). In 1954 ontving Romer de Mary Clark Thompson-medaille van de National Academy of Sciences. In 1956 ontving hij de Daniel Giraud Elliot-medaille van de Academie. In 1961 ontving Romer de Golden Plate Award van de American Academy of Achievement.

## Evolutionair onderzoek
Romer was een fervent praktisch onderzoeker van de evolutie van gewervelde dieren. Door feiten uit de paleontologie, vergelijkende anatomie en embryologie te vergelijken, leerde hij de fundamentele structurele en functionele veranderingen die plaatsvonden tijdens de evolutie van vissen tot voorouderlijke gewervelde landdieren en van deze tot alle andere tetrapoden. Hij benadrukte altijd de evolutionaire betekenis van de relatie tussen vorm en functie van dieren en hun omgeving.
Met zijn leerboek Vertebrate Paleontology legde Romer de basis voor de traditionele classificatie van gewervelde dieren. Hij bracht de toen vaak uiteenlopende taxonomie van de verschillende gewervelde groepen samen en combineerde ze in één enkel schema, met de nadruk op ordelijkheid en overzicht. Op basis van zijn onderzoek naar vroege "amfibieën" reorganiseerde hij de Labyrinthodontia. De classificatie, met rangen, van Romer werd gevolgd door vele latere auteurs, met name Robert L. Carroll, en zijn boek is nog steeds in gebruik, zij het dat tegenwoordig vaker de methode van de kladistiek wordt gebruikt.

### Geschil over het skelet vanKronosaurus queenslandicus
Voorafgaand aan Romers ambtstermijn als MCZ-directeur stuurde het museum in 1931-1932 een expeditie naar Australië om fossiele exemplaren te verzamelen en levende dieren te bestuderen. Toenmalige doctorandus William E. Schevill, de paleontoloog van het team, bleef daarna in Australië en kreeg in de winter van 1932 een melding te horen van de boer R.W.H. Thomas over rotsen op zijn terrein in de buurt van Hughenden, waar iets vreemds uit de grond stak. De rotsen waren kalksteenknollen die het meest complete skelet ooit van Kronosaurus bevatten. Nadat hij de knollen uit de grond had gehaald door middel van springstof, ze tot brokken reducerend met een gewicht van ongeveer vier ton), verscheepte William Schevill de fossielen naar Harvard voor onderzoek. De schedel, die in vorm overeenkwam met het holotype, een kaakfragment, van Kronosaurus queenslandicus, werd meteen geprepareerd, maar door tijd- en budgetbeperkingen werd de restauratie van het bijna volledige skelet twintig jaar uitgesteld, waarvan de meeste botten verborgen bleven in de kalksteenblokken. Het werk werd hervat toen het materiaal onder de aandacht kwam van de industrieel, filantroop en oprichter van de Cabot Corporation uit Boston, Godfrey Lowell Cabot, die toen al in de negentig was maar al van kinds af aan geïnteresseerd was in zeeslangen.
Hij had Dr. Romer eerder ondervraagd over het bestaan en de meldingen van zeeslangen, en het kwam in Romer op om Mr. Cabot te vertellen over het skelet in de museumkelder. Godfrey Cabot vroeg hoeveel een restauratie zou kosten, waarop Romer antwoordde: 'Oh, ongeveer $ 10.000.' Romer was misschien niet serieus, maar de filantroop stuurde kort daarna een cheque voor dat bedrag. Twee jaar en meer dan $ 10.000 later, na het zorgvuldige werk van de museumpreparateurs, werd het gerestaureerde en gemonteerde skelet in 1959 tentoongesteld in Harvard. Echter, Dr. Romer en MCZ-preparateur Arnold Lewis bevestigden datzelfde jaar in het tijdschrift Breviora van de instelling dat erosie een behoorlijk deel van dit eens complete en gearticuleerde skelet had vernietigd, zodat ongeveer een derde van het tentoongestelde exemplaar gipsrestauratie is. Ook bleven de oorspronkelijke botten gelaagd in gips; hoewel dit de fossielen veilig hield, maakte dit het later voor paleontologen moeilijk om ze te bestuderen. Dit was een factor in de daaropvolgende controverse over de ware grootte van de Kronosaurus queenslandicus en de vraag of het geen nomen dubium is.
Schattingen van de lichaamslengte, grotendeels gebaseerd op de Harvard-reconstructie uit 1959, hadden eerder de totale lengte van Kronosaurus op 12,8 meter gezet. Recentere studies die fossiele exemplaren van Kronosaurus vergeleken met andere pliosauriërs suggereren echter dat de Harvard-reconstructie mogelijk te veel wervels bevatte, om de eerdere schatting te overdrijven, met de werkelijke lengte waarschijnlijk slechts 9 tot 10,5 meter.

## Overlijden
Alfred Romer overleed in november 1973 op 78-jarige leeftijd.

## Naamgenoten
Ter ere van Alfred Romer werden verschillende taxonomische patroniemen gegeven aan dieren:
- Romeriida is de naam voor een clade die de diapsiden en hun naaste verwanten bevat.
- Romeria is een geslacht van vroege Captorhinida.
- Romeriscus is een geslacht uit het vroege Pennsylvania (Laat-Carboon) dat aanvankelijk werd beschreven als de oudst bekende amniote, maar dit komt omdat Limnoscelidae in die tijd door sommige auteurs als amnioten werden beschouwd. Een daaropvolgende studie toonde aan dat het fossiel geen diagnostische kenmerken heeft en alleen aan Tetrapoda kan worden toegeschreven.
- Dromomeron romeri is een soort van niet-dinosaurische Dinosauromorpha die in juli 2007 werd benoemd. De geslachtsnaam betekent 'rennend dijbeen' en de soortnaam eert de paleontoloog, een sleutelfiguur in het evolutieonderzoek. De vondst van deze fossielen werd geprezen als een doorbraak, die aantoonde dat dinosauriërs en andere, basale, dinosauromorfen zo lang als vijftien tot twintig miljoen jaar samenleefden.

### De kloof van Romer
Romer was de eerste die de kloof in het fossielenbestand tussen de tetrapoden van het Devoon en de latere Carboonperiode herkende, een kloof die sinds 1995 de naam Romer's Gap draagt.

### Romerogram
Een romerogram, ook wel spindeldiagram of bellendiagram genoemd, is een diagram dat populair is geworden door Alfred Romer. Het vertegenwoordigt taxonomische diversiteit (horizontale breedte) tegen de geologische tijd (verticale as) om de rijke variatie van verschillende taxa door de tijd weer te geven. Bij een romerogram van de gewervelde dieren op klasseniveau geeft de breedte van de spindels het aantal families aan. Dat duidt meteen op een bezwaar van die methode: de indeling in families kan niet empirisch worden vastgesteld en verschilt van onderzoeker tot onderzoeker.